# Pac-Attack
Pac-Attack (ook wel bekend als Pac-Panic) is een puzzelspel in de stijl van Tetris en Dr. Mario, ontwikkeld door Namco.
Het spel was oorspronkelijk uitgebracht in 1993 voor de Sega Mega Drive en Super Nintendo Entertainment System (SNES). In 1994 kwam het spel naar de Sega Game Gear en Game Boy. De Game Boy-versie kan met de Super Game Boy ook op de SNES gespeeld worden.
Later is het spel ook nog in verschillende Namco-collecties opgenomen, zoals Pac-Man Collection en Namco Museum.

## Gameplay
Spelers laten blokken vallen op een Tetris-achtig bord, waarop Geesten, Pac-Man, en een fee (als de feeënmeter vol is) kunnen zitten. Het doel is om de blokken niet te laten overstromen, Pac-Man de geesten te laten eten, en de blokken weg te werken door lijnen te maken. Wanneer Pac-Man een geest eet, gaat de feeënmeter omhoog. Als de meter vol is, verschijnt er een fee op het volgende blok dat gaat vallen. Zodra het blok de grond raakt, verdwijnen alle geesten in de acht lijnen eronder.
Pac-Attack heeft ook een multiplayermodus. Speler 1 moet Blinky eten, terwijl speler 2 Sue moet eten, het paarse spookje van Pac-Mania. Terwijl spelers geesten eten en blokken wegwerken, laten ze geesten vallen op het bord van hun tegenstander, waardoor hun bord eerder overstroomt.
Nog een andere modus is de puzzelmodus. Het doel van deze modus is om alle 100 levels te halen door alle Geesten te elimineren met een beperkt aantal levens voor elk niveau. In deze modus kunnen spelers een game over krijgen, waarna ze het level opnieuw moeten proberen.